# Estampe populaire
 (juillet 2022).
Si vous disposez d'ouvrages ou d'articles de référence ou si vous connaissez des sites web de qualité traitant du thème abordé ici, merci de compléter l'article en donnant les références utiles à sa vérifiabilité et en les liant à la section « Notes et références ».
Une estampe populaire est une estampe de qualité artistique, généralement médiocre vendue à bas prix en Europe, puis dans le Nouveau Monde, du XVe au XVIIIe siècle, souvent accompagnées de texte et d'images. Elles sont parmi les premiers exemples de médias de masse. À partir du tournant du XIXe siècle, les types et la quantité d'images ont considérablement augmenté, mais d'autres termes sont fréquemment utilisés pour les classer.

## XVesiècle

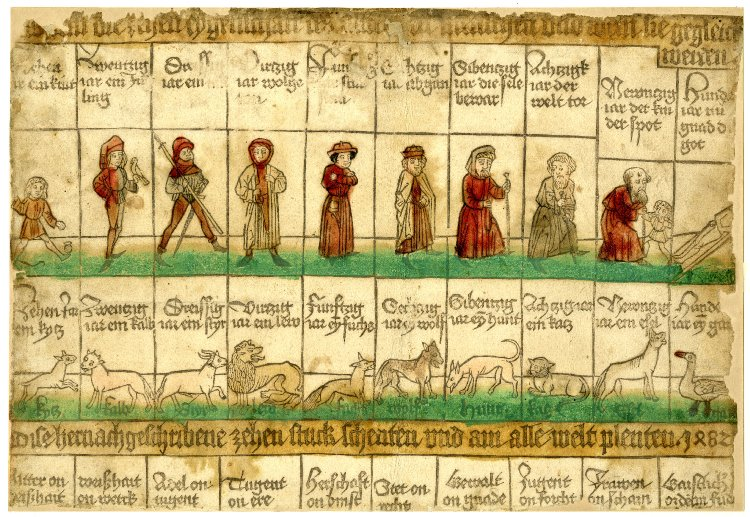
Les Sept Âges de l'Homme, estampe populaire allemande (1482, British Museum).

À partir de 1400 environ, commence une « révolution visuelle qui inonde l'Europe d'images au cours du XVe siècle », car la technique de la gravure sur bois est appliquée au papier, qui est désormais fabriqué en Europe chrétienne, au lieu d'être importé de l'Espagne islamique. Au XVe siècle, la grande majorité de ces images étaient religieuses, si l'on exclut les cartes à jouer. Elles servent essentiellement de support à l’appréhension des textes bibliques (Bibles des pauvres, Arts de mémoire) comme à l’appropriation des pratiques qui mènent à une bonne mort (Arts de mourir).
Elles étaient vendues dans les églises comme image de dévotion ou d'indulgence, les foires et les lieux de pèlerinage. La plupart étaient colorées, généralement de manière grossière, au pinceau ou plus tard au pochoir. Une caricature politique relative aux événements de 1468-70[Lesquels ?] a survécu dans plusieurs versions différentes (dont beaucoup datent de plusieurs années). L'estampe de vieux maître est un terme qui, à cette époque, inclut les estampes populaires, mais qui, plus tard, se limite aux estampes plus coûteuses et purement artistiques. Certaines de ces estampes pieuses se retrouvent dans des coffrets, au revers du couvercle, objet dont la fonction reste énigmatique.
Bien que les premières informations sur les prix soient pratiquement inexistantes, il ressort clairement de plusieurs sources que les petites gravures sur bois étaient abordables, au moins pour la classe ouvrière urbaine, mais aussi pour une grande partie de la classe paysanne.
Au milieu du siècle, la qualité des images est devenue généralement très faible, mais il y a eu une amélioration vers la fin, en partie parce qu'il fallait suivre l'évolution de la qualité dans les techniques de gravure, quand la taille douce est introduite. De ce fait, les estampes devinrent beaucoup plus chères à réaliser, car elles nécessitaient une plus grande habileté pour créer la plaque, qui durait beaucoup moins longtemps qu'une gravure sur bois. Elles ne sont entrées dans la catégorie des estampes populaires qu'au XIXe siècle, lorsque des techniques différentes les ont rendues beaucoup moins chères.

## XVIesiècle

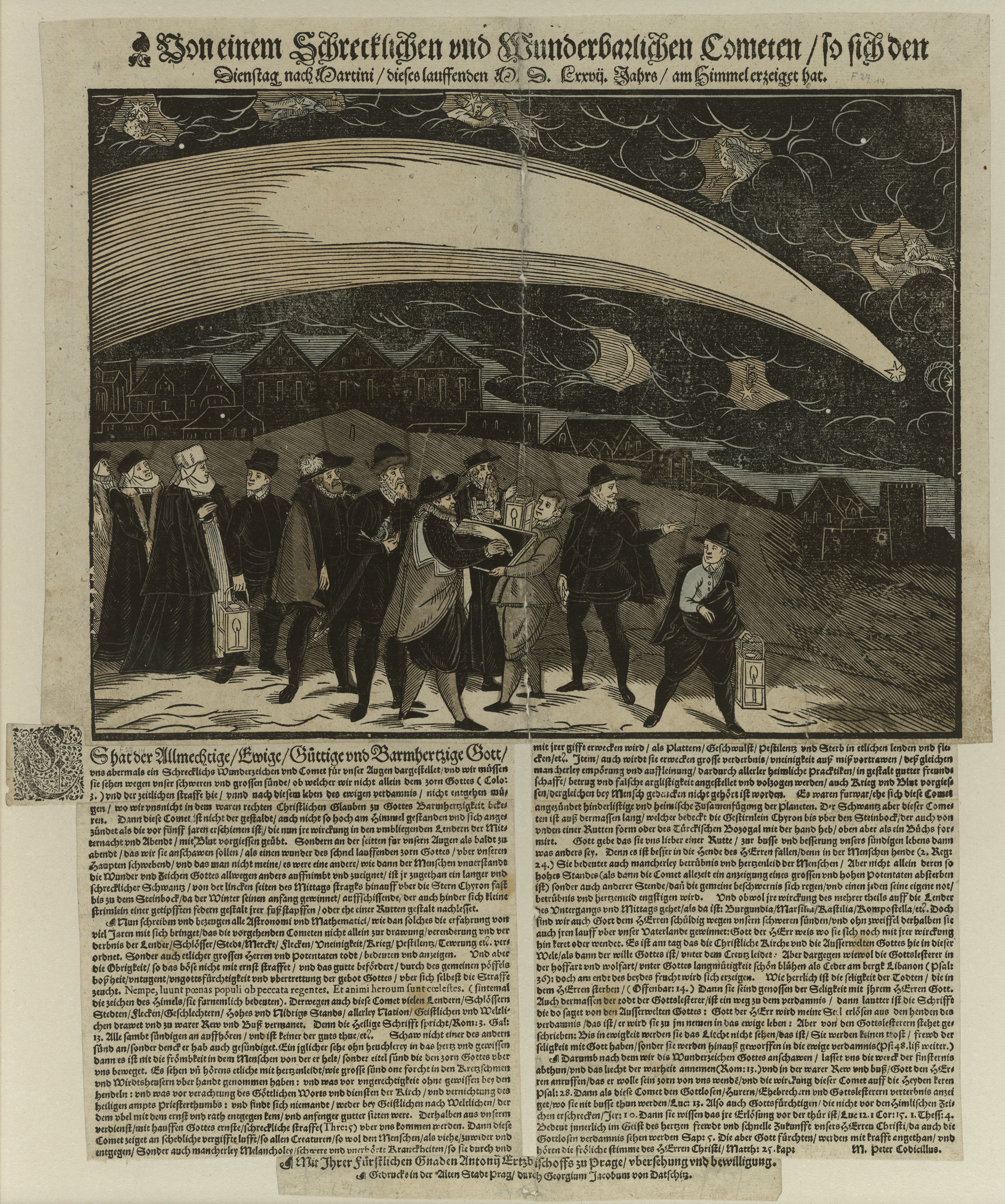
La grande comette de 1577, à Prague, vue le 12 novembre 1577 (Bibliothèque centrale de Zurich).

Les journaux grand format (broadsheet) étaient un format courant. Il s'agissait habituellement d'une seule feuille de papier de différentes tailles, vendue par des colporteurs. Un autre format était le chapbook, généralement une seule feuille découpée ou pliée pour former un petit pamphlet ou un livre. En Espagne, il y avait des pliegos, au Portugal le papel volante, et dans d'autres pays d'autres noms. Ils couvraient une grande variété de matériaux, notamment des images, de l'histoire populaire, des commentaires politiques ou des satires, des nouvelles, des almanachs (à partir de 1470 environ), des poèmes et des chansons. Ils pouvaient être très influents sur le plan politique, et étaient souvent subventionnés par des factions politiques à des fins de propagande, comme les balades populaires. La Réforme protestante a considérablement augmenté le marché des imprimés satiriques et polémiques dans tous les comtés concernés. En France, les guerres de Religion, et en Angleterre, la guerre civile anglaise et les convulsions politiques qui ont suivi la Restauration Stuart ont produit d'énormes quantités de propagande et de polémiques, en images comme en textes.[réf. nécessaire]
Bien qu'ils aient souvent été émis en grand nombre, leur taux de survie était extrêmement faible, et ils sont maintenant très rares, la plupart n'ayant pas survécu du tout. C'est ce qu'a démontré l'analyse des archives de la London Stationers Company à partir de 1550[réf. nécessaire] ; certains blocs ont été imprimés pendant plus d'un siècle sans qu'aucun exemplaire ne subsiste. Ils étaient très couramment collés sur les murs des pièces. Cependant, le papier était encore suffisamment cher pour que chaque bout de papier disponible soit utilisé dans les toilettes. La Wickiana de la Bibliothèque centrale de Zurich est l'une des plus grandes collections conservées, avec 439 estampes.[réf. nécessaire]

## À partir duXVIIesiècle

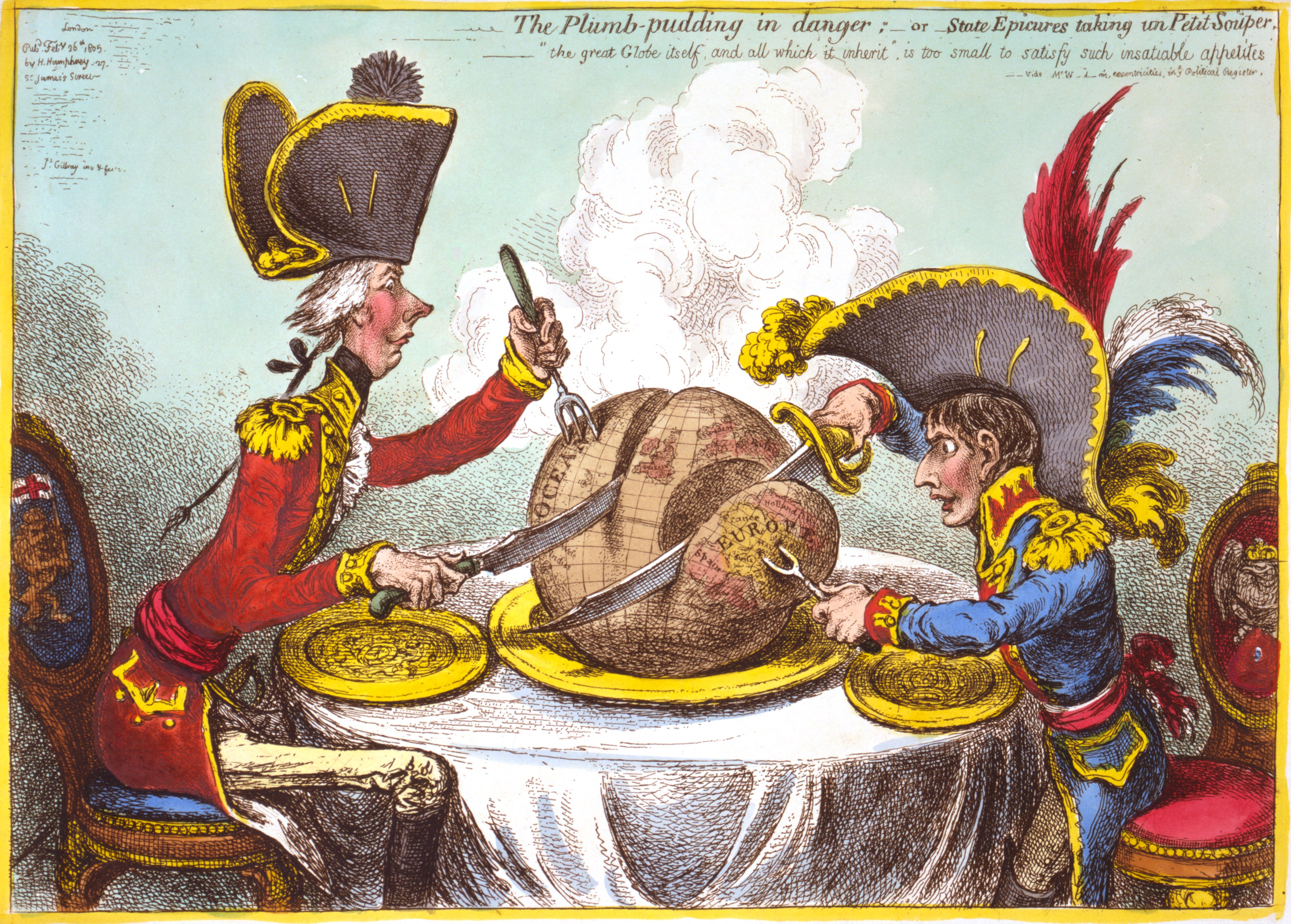
The Plumb-pudding in danger, de James Gillray (1805), qui caricature William Pitt le Jeune et Napoléon Ier, a été élu le plus célèbre de tous les dessins politiques britanniques (Bibliothèque du Congrès).

Les journaux ont vu le jour au début du XVIIe siècle. Au cours de ce siècle, les livres sont également devenus beaucoup moins chers et ont commencé à remplacer certains types d'estampes populaires. Ces tendances se sont poursuivies au cours du siècle suivant et, bien que la plupart des types traditionnels d'estampes populaires aient perduré jusqu'au XIXe siècle et au-delà, elles faisaient alors partie d'une culture de l'imprimé beaucoup plus large et le terme n'est généralement pas utilisé pour eux. Un type de publication qui a perduré au XXe siècle est la littérature de cordel brésilienne (elle est suspendue à des cordes par les vendeurs) qui continue d'utiliser des gravures sur bois, et qui fait partie d'une tradition continue remontant au papel volante portugais du XVIIe siècle. Les estampes loubok en Russie étaient une autre variante locale.
On trouve des caricatures politiques à vendre en feuilles individuelles dès le XVe siècle, mais elles ont atteint le sommet de leur popularité dans une grande partie de l'Europe au XVIIIe siècle et au début du XIXe siècle, avant de migrer vers les journaux et les magazines. Elles étaient surtout populaires en Angleterre, où le degré élevé de liberté de la presse signifiait que les imprimeries spécialisées, qui faisaient souvent office d'éditeurs, pouvaient vendre et afficher ouvertement des images cinglantes de la famille royale et des politiciens du gouvernement, un commerce qui devait rester « sous le manteau » dans la plupart des pays européens.[réf. nécessaire]